# Universitatea din Mannheim
Universitatea din Mannheim (în germană Universität Mannheim, abreviată UniMa) este o universitate în Mannheim, Germania. Ea a fost fondată în 1967 și este organizată în șase facultăți și departamente. Universitatea este deosebit de cunoscută pentru cercetările sale în științe economice, fiind plasată constant printre primele universități din Germania și Europa în acest domeniu.
Universitatea din Mannheim are următoarele facultăți și departamente: Departamentul de Drept, Departamentul de Economie, Facultatea de Economia Afacerilor, Facultatea de Științe Sociale, Facultatea de Litere, Facultatea de Informatică Economică și Matematică Economică. Universitatea oferă 88 de programe de studii, dintre care unele sunt unice în Germania. Comunitatea academică include 200 de profesori, 840 de cadre didactice și 570 de angajați ca personal administrativ.
Clădirea principală a Universității este Castelul Mannheim. Castelul baroc a fost construit în perioada 1720-1760.

## Istoric
Principele elector Karl Theodor a fondat în anul 1763 Academia de Științe a Palatinatului Elector cu mottoul „in omnibus veritas suprema lex esto”. Academia a existat până în 1803. În 1907, orașul Mannheim a înființat o școală superioară de comerț. După cel de-Al Doilea Război Mondial a fost reînființată ca școală superioară de economie și a preluat în 1955 mottoul „in omnibus veritas”. În 1967 această școala a devenit universitate de stat. În acel an au fost înmatriculați 3.150 de studenți, iar în 2023 au fost 11.561 de studenți.